# 竹村鶴叟
竹村 鶴叟（たけむら かくそう、- 1867年〈慶応3年〉）は、江戸時代末期の尾張俳人。別号に米翁。成田蒼虬の門。京都生まれで、尾張藩重臣織田氏の家令として、名古屋に住した。孫は美人舞踊家で著名な西川嘉義。坪内逍遥は妹の孫。

## 来歴
京都生まれ。江戸時代末期に活躍した成田蒼虬門の俳人。尾張藩重臣織田氏の家令として、名古屋に住んだ。
息子は尾張藩士竹村光慶、孫は美人舞踊家の西川嘉義。嘉義に俳諧を指導した。鶴叟の妹リオは、坪内逍遥の祖母である。
1867年（慶応3）没。
1872年（明治5年）、孫の嘉義は9歳で元尾張藩士織田車友（おだしゃゆう）と妻・いく（西川幾）の養女となった。車友は俳人で通称を忠右衛門、尾張藩の大番組に属した。

## 作品
- 句集『楽しみ草』岡田梅間編